# جونيور برازيليا
جونيور برازيليا هو لاعب كرة قدم برازيلي في مركز الوسط، ولد في 10 أبريل 1958 في Alvinópolis ‏ في البرازيل. شارك مع منتخب البرازيل تحت 20 سنة لكرة القدم. أما مع النوادي، فقد لعب مع نادي برازيل دي بيلوتاس ونادي فلامنغو ونادي كروزيرو.